# Слободка (Ровковичский сельсовет)
Слободка (бел. Слабодка) — упразднённая деревня в Ровковичском сельсовете Чечерском районе Гомельской области Белоруссии.
В результате катастрофы на Чернобыльской АЭС и радиационного загрязнения жители (13 семей) в 1992 году переселены в чистые места.

## География

### Расположение
В 15 км на юг от Чечерска, 32 км от железнодорожной станции Буда-Кошелёвская (на линии Гомель — Жлобин), 60 км от Гомеля.

## Транспортная сеть
Транспортные связи по просёлочной, затем автомобильной дороге Науховичи — Ровковичи. Планировка состоит из короткой прямолинейной улицы, ориентированной с юго-востока на северо-запад. Застройка двусторонняя, деревянная, усадебного типа.

## История
Согласно письменным источникам известна с XIX века как селение в Полесской волости Гомельского уезда Могилёвской губернии. С 1880 года действовал хлебозапасный магазин. В 1909 году 199 десятин земли.
В 1926 году в Науховичском сельсовете Чечерского района Гомельского округа. В 1930 году организован колхоз. 17 жителей погибли на фронтах Великой Отечественной войны. Согласно переписи 1959 года входила в состав колхоза имени С. М. Кирова (центр — деревня Крутое).

## Население

### Численность
- 1992 год — жители (13 семей) переселены.

### Динамика
- 1909 год — 19 дворов, 169 жителей.
- 1926 год — 25 дворов.
- 1959 год — 68 дворов (согласно переписи).
- 1992 год — жители (13 семей) переселены.